# Światło odbite
Światło odbite – polski film psychologiczny z 1989 roku w reżyserii Andrzeja Titkowa; adaptacja opowiadania Stanisława Czycza And. Scenariusz napisali Andrzej Titkow i Bronisław Maj.
Akcja filmu toczy się w latach 80. XX wieku w środowisku młodych, początkujących literatów.

## Obsada
- Zbigniew Konopka jako Zbyszek
- Mariusz Bonaszewski jako Andrzej "And"
- Jolanta Olszewska jako Anna, żona Zbyszka
- Katarzyna Tatarak jako Lidka, żona "Anda"
- Maria Chwalibóg jako Matka Zbyszka

oraz:
- Paweł Szczesny jako Wojtuszek
- Krzysztof Krupiński jako "Początkujący"
- Małgorzata Krzysica jako Beata
- Beata Zygarlicka jako Teresa
- Katarzyna Węglicka jako Marta
- Dariusz Wiktorowicz jako "Selavi"
- Zbigniew Rola jako "Ataman"
- Tomasz Ryłko jako "Ramzes"
- Edward Linde-Lubaszenko jako dyrektor wydawnictwa
- Jerzy Schejbal jako redaktor
- Maciej Prus jako psychoterapeuta
- Robert Czechowski
- Małgorzata Magier
- Miłogost Reczek jako członek redakcji
- Ryszard Kotys jako przewodniczący jury
- Robert Wyród
- Jacek Labijak
- Dariusz Dziemianowicz
- Martyna Jakubowicz jako piosenkarka na zabawie
- Tomasz Lipiński jako muzyk na imprezie
- Wanda Ziembicka jako dziennikarka telewizyjna
- Piotr Skrzynecki jako on sam - prowadzący wieczór w Piwnicy pod Baranami
- Andrzej Titkow jako członek jury
- Joanna Wizmur jako uczestniczka seansu psychoterapeutycznego
- Andrzej Wojaczek jako członek jury

## Realizacja
W Portrecie Niedokończonym Andrzej Titkow przytacza anegdotę na temat powstania filmu. Aleksander Jackiewicz, krytyk filmowy i wykładowca Szkoły Filmowej w Łodzi, w trakcie zajęć miał podać opowiadanie And jako przykład prozy niemożliwej do ekranizacji. Stanisław Latałło i Titkow przeciwstawili się tej opinii. Latałło nakręcił swój film (Pozwólcie nam do woli fruwać nad ogrodem) w 1974 r., Titkow – w 1989 r.